# Jean Bernard (prêtre)
Pour les articles homonymes, voir Bernard et Jean Bernard.
Le père Jean Bernard, né le 13 août 1907 à Luxembourg et mort le 1er septembre 1994 dans cette même ville, est un prêtre catholique luxembourgeois. Il a été emprisonné de mai 1941 jusqu'en août 1942 au camp de concentration de Dachau.
Il a raconté son expérience dans ses mémoires, Pfarrerblock 25487. L'ouvrage a servi de base au scénario du film de Volker Schlöndorff : Le Neuvième Jour.

## Livres
- L’Homme primitif à la lumière de l'Ethnologie moderne. (1937)
- Bloc des prêtres 25487, éditions Saint-Paul,  (ISBN 2-87963-606-X). Paru sous le titre Pfarrerblock 25487.

## Films
- Mat Läif a Séil am Seminaire, (1932) : film de Jean Bernard[1]
- Le Neuvième Jour, de Volker Schlöndorff : film inspiré de la vie de Jean Bernard.

## Décorations
- Officier de l'ordre de la Couronne de chêne
- Officier de l'ordre de Mérite du grand-duché de Luxembourg
- Chevalier de l'ordre de Léopold